# Arthur Morin
Arthur-Jules Morin (Parigi, 1795 – 1880) è stato un fisico francese.

## Biografia
Grande studioso di meccanica inventò il cosiddetto dinamometro di Morin.
Eletto nel 1850 membro straniero dell'Accademia reale svedese delle scienze, il suo è uno dei 72 nomi incisi sulla Torre Eiffel.

## Macchina di Morin
Morin presentò la sua macchina nel 1850 all'Accademia di Francia cercando di sensibilizzare e di far conoscere a tutto il mondo la legge della caduta dei gravi attraverso il suo ingegnoso macchinario ottocentesco. Si tratta di un moto di rotazione uniforme intorno al proprio asse di un cilindro di legno, che si compone con il moto in caduta di un grave, vincolato a muoversi lungo la verticale da due fili metallici ben tesi. Il grave è fatto di ghisa, assume una forma di cilindro, ha un'altezza di 2,1 m e una circonferenza di 39,2 cm. Lo stesso grave possiede una punta scrivente che permette la rappresentazione della legge del moto del grave attraverso una retta parabolica impressa su un foglio di carta inumidito e incollato ai bordi del cilindro. Un sistema di funi e di ruote dentate permettono al cilindro di girare mediante la caduta di un peso che generalmente è un cilindro di ferro a punta conica. Sull'estremità del macchinario vi sono poste delle palette frenanti le quali regolano la velocità del grave in caduta facendola aumentare gradualmente e permettendo alla punta scrivente di designare la retta parabolica sulla carta. La parabola sarà parallela alle generatrici del cilindro e i valori degli intervalli equidistanti e proiettati sulla curva, individuano sull'asse verticale i loro quadrati, proporzionando lo spazio percorso dal grave e il quadrato dei tempi.

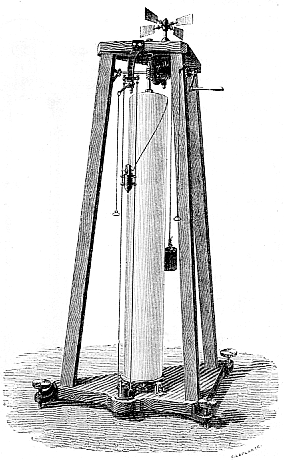
Macchina di Morin